# دانيال دوفال
دانيال دوفال (بالفرنسية: Daniel Duval)‏
```
هو 
كاتب سيناريو
 
ومخرج
 
وممثل
 
فرنسي
، ولد في 28 نوفمبر 1944 في 
فرنسا
، وتوفي بنفس المكان في 10 أكتوبر 2013.
[
4
]
[
5
]
[
6
]
```

## أعمال

### أفلام
- (1999) ريح الليلة
- (2003) الوقت الذئب[7]
- (2005) مخفي[8]
- (2005) وقت الرحيل

## وصلات خارجية
- دانيال دوفال على موقع IMDb (الإنجليزية)
- دانيال دوفال على موقع قاعدة بيانات الأفلام العربية
- دانيال دوفال على موقع ألو سيني (الفرنسية)
- دانيال دوفال على موقع أول موفي (الإنجليزية)
- دانيال دوفال على موقع قاعدة بيانات الأفلام السويدية (السويدية)
- دانيال دوفال على موقع ديسكوغز (الإنجليزية)
- دانيال دوفال على موقع قاعدة بيانات الفيلم (الإنجليزية)
- دانيال دوفال على موقع كينوبويسك (الروسية)